# Andreas Dittmer
Andreas Dittmer, född den 16 april 1972 i Neustrelitz, Tyskland, är en tysk kanotist.
Han tog OS-guld i C-2 1000 meter i samband med de olympiska kanottävlingarna 1996 i Atlanta.
Han tog OS-guld i C-1 1000 meter och OS-brons i C-1 500 meter i samband med de olympiska kanottävlingarna 2000 i Sydney.
Han tog OS-guld i C-1 500 meter och OS-silver i C-1 1000 meter i samband med de olympiska kanottävlingarna 2004 i Aten.